# Багатониткова безпека
Багатопотокова безпека (англ. Thread safety) — це концепція комп'ютерного програмування в застосуванні до контексту багатониткових програм.
Код є багатонитково-безпечним (англ. thread-safe), якщо він здатен правильно виконуватись з різних програмних ділянок та в різних нитях одночасно без побічних негативних наслідків.